# Hypsugo kitcheneri
Hypsugo kitcheneri är en fladdermusart som beskrevs av Thomas 1916. Hypsugo kitcheneri ingår i släktet Hypsugo och familjen läderlappar. IUCN kategoriserar arten globalt som otillräckligt studerad. Inga underarter finns listade i Catalogue of Life.
Denna fladdermus förekommer med flera från varandra skilda populationer på Borneo. Den lever i låglandet och i bergstrakter upp till 1500 meter över havet. Antagligen fördrar Hypsugo kitcheneri skogar som habitat.